# 湖南大学土木工程学院
湖南大学土木工程学院为湖南大学直属学院。1903年湖南大学的前身之一湖南省垣实业学堂创建，那时即有路、矿两科，至今为止，湖南大学土木工程学院已有超过百年的历史，也是湖南大学各学院里唯一没有中断过办学历史的学院。

## 学院沿革
- 1903年，湖南省垣实业学堂创立，设矿业科和路科
- 1908年，湖南省垣实业学堂更名为湖南省官立高等实业学堂
- 1912年，湖南省官立高等实业学堂更名为湖南公立高等工业学校
- 1913年，湖南公立高等工业学校更名为湖南公立工业专门学校
- 1926年，湖南公立工业专门学校、湖南公立商业专门学校、湖南公立法政专门学校合并组建湖南大学，设土木系，这是湖南大学土木系首次得名。
- 1953年，中国大学进行院系调整，湖南大学、中山大学、广西大学、武汉大学、南昌大学、四川大学等高校土木系及云南大学铁路系合并成立中南土木建筑学院，设营造建筑、汽车干路与城市道路、铁道建筑、桥梁与隧道4个系。（1960年，铁道建筑、桥梁与隧道、铁道运输三个系和部分公共课教研室分离出去成立了长沙铁道学院）
- 1958年，在中南土木建筑学院基础上，增设机械、电机、化工三系，更名为湖南工学院，营建系与道路系合并成立土木系
- 1959年，湖南工学院更名为湖南大学，土木系设有四个专业：工民建、公路干路与城市道路、给排水、暖通
- 1960年，土木系增设建筑学和建筑材料二个专业
- 1978年，增设工业造型设计研究室，并筹建工业造型设计系
- 1982年，暖通专业调出土木系，并以此基础成立环境工程系
- 1983年，建筑学专业调出土木系，成立建筑系
- 1999年，暖通专业调出环境工程系，与土木系合并成立土木工程学院[1]

## 学院概况
学院设有建筑工程系、桥梁工程系、水工程与科学系、建筑环境与设备工程系、岩土与地下工程系、建造与管理工程系、防灾与安全工程系、道路与交通工程系，13个研究所，12个实验室和1个实验研究中心。建有建筑安全与节能教育部重点实验室、工程结构损伤诊断湖南省重点实验室、风工程与桥梁工程湖南省重点实验室。土木工程一级学科（含岩土工程、结构工程、市政工程、供热供燃气通风及空调工程、防灾减灾工程及防护工程、桥梁与隧道工程）为一级国家重点学科。拥有从本科、硕士、博士到博士后的完整人才培养体系，拥有土木水利工程博士后科研流动站和土木工程一级学科博士学位授予权，7个二级学科博士点，8个硕士点和2个专业学位点，4个本科专业。学院现有教职工198人，其中双聘院士1人，兼职院士1人，长江学者奖励计划特聘教授1人，讲座教授1人，芙蓉学者特聘教授1人，在职教授48人（博士生导师40人），教授级高级工程师1人，副教授64人，高级工程师6人，讲师32人。学院拥有图书10余万册。现有在籍学生2700余人，其中研究生700余人。迄今已招生80多届，培养各层次毕业生28000余人。

## 科研机构
| 省部级重点实验室 | ■ 建筑安全与节能教育部重点实验室 | ■ 工程结构损伤诊断湖南省重点实验室 | ■ 风工程与桥梁工程湖南省重点实验室 |
| 院属实验室 | ■ 建筑结构实验室       | ■ 建筑施工实验室 | ■ 建筑材料实验室           |
| 院属实验室 | ■ 道路实验室           | ■ 桥梁实验室     | ■ 地基基础实验室           |
| 院属实验室 | ■ 工程测量实验室       | ■ 给水排水实验室 | ■ 流体力学实验室           |
| 院属实验室 | ■ 采暖通风及除尘实验室 | ■ 工程图学实验室 | ■ 工程结构安全与防护实验室 |
| 院属研究所 | ■ 结构工程研究所         | ■ 岩土工程研究所         | ■ 新型工程材料研究所       |
| 院属研究所 | ■ 水工程技术及设备研究所 | ■ 建设工程管理研究所     | ■ 钢结构工程研究所         |
| 院属研究所 | ■ 桥梁工程研究所         | ■ 道路与交通工程研究所   | ■ 建筑节能与环境研究所     |
| 院属研究所 | ■ 绿色能源研究所         | ■ 工程结构综合防护研究所 | ■ 现代竹木及组合结构研究所 |

## 杰出校友
周福霖院士
马克俭院士
周绪红院士
聂建国院士
陈政清院士
郑健龙院士

## 外部連結
- 官方网站